# Mudpit
Mudpit è una serie televisiva canadese creata da Jamie Waese che unisce cartoni animati e live-action.
La serie è stata creata per Teletoon ed è stato trasmesso per la prima volta il 5 gennaio 2012 alle ore 20 in Canada.

## Trama
Mudpit segue le avventure di quattro ragazzi che formano l'omonimo gruppo, Mudpit, mentre cercano di ottenere un contratto discografico per competere nel gioco di ruolo online multiplayer Muzika.
Ogni episodio della serie è costituito da una sfida proposta da Slime, e dai tentativi della band per vincere la sfida, durante i quali uno dei membri della band impara un'importante lezione di vita. Ogni episodio si conclude con una canzone originale cantata dai componenti del gruppo.

## Componenti della band
- Reese (Vas Saranga): è il fondatore e leader dei Mudpit e chitarrista della band. Dopo essere stato espulso da suo fratello Kyle dalla band Tragic Ballerina, Reese e la sua amica d'infanzia, Geneva, entrano in Muzika nel tentativo di vincere la fama. Come è stato accenato, ha una piccola cotta per Geneva. In Muzika, è conosciuto come Dodge.
- Geneva (Carleigh Beverly): è amica d'infanzia di Reese, e batterista della band. Lei è l'autrice della maggior parte della musica della band, ed entra in Muzika per esprimere se stessa ad un pubblico mondiale. Essendo amica intima di Reese, abbandona la band Tragic Ballerina come segno di solidarietà. Si è accennato al fatto che lei potrebbe avere una piccola cotta per Reese, ma sembra provare qualcosa anche per Liam. In Muzika, è conosciuta semplicemente come G.
- Mikey (Daniel Magder): è il fratello minore di Geneva, e bassista della band. È esperto in videogiochi, e aveva giocato in Muzika come solista prima di Reese e Geneva. Entra in Muzika in cerca di fama. E' il più giovane del gruppo. In Muzika, è conosciuto come Booch.
- Liam (Jesse Rath): è il cantante della band. Anche se è un prodigio della scuola musicale, proviene da un'educazione molto rigorosa e, per questo, è socialmente goffo e incapace a giocare con i videogiochi. Tuttavia, egli è di buon cuore, ed è di supporto ai suoi amici, sembra avere una cotta per Geneva. In Muzika, è conosciuto come Lamb.

## Personaggi secondari
- Kyle (Kjartan Hewitt): è il fratellastro di Reese, ed è stato il cantante in Tragic Ballerina prima di cacciare Reese dal gruppo dopo aver fallito un tentativo di tuffo sulla folla. Con l'abbandono di Reese e Geneva, i tre membri restanti scelgono di chiamarsi Spoiler. Kyle e Reese hanno sempre un rapporto combattivo. In Muzika, è conosciuto con il nome Darkrider.
- Fitzy (Jeff Douglas): è il proprietario del "Game & Grub", un ristorante e bar a Toronto, dove ha introdotto Reese e Geneva al mondo di Muzika. Il ristorante comprende anche una serie di sale da gioco che i giocatori possono affittare per giocare a Muzika. Fitzy aveva fatto parte di una boy band degli anni novanta nota come Barry and the Boys, e aveva apparentemente risparmiato i suoi soldi e si è trasferito dal mondo della musica per aprire il "Game & Grub". Come tale, si comporta spesso come un mentore per Mudpit e può giocare a Muzika. Il suo avatar in musica è esattamente identico a lui nella realtà.
- Slime (Robert Tinkler): è il presentatore di Muzika, che funge da giudice nelle varie sfide musicali che si impone sui giocatori di Muzika. Come personaggio del computer, si riferisce a tutti i personaggi umani esclusivamente con il loro nome in Muzika. È spesso duro e condiscendente verso le varie bande, i Mudpit in particolare, ma a malincuore rispetta i risultati che ottengono alla fine.

## Altri Personaggi
- Crash the Zebra: Sono un gruppo di 3 che si veste con abiti zebrati, sono considerati la peggiore band di Muzika.
- Le Avatars: Sono un gruppo femminile, Geneva temporaneamente ne diventa parte, ma poi ritorna coi Mudpit.
- Atticus T. Ray:

## Cast
- Daniel Magder : Mikey/Booch
- Jesse Rath : Liam/Lamb
- Carleigh Beverly : Geneva/G
- Vas Saranga : Reese/Dodge
- Jeff Douglas : Fitzy
- Robert Tinkler : Slime

## Doppiaggio italiano
- Flavio Aquilone: Reese/Dodge
- Eleonora Reti: Geneva/G
- Alessio De Filippis: Mikey/Booch
- Daniele Raffaeli: Liam/Lamb
- Paolo Vivio: Fitzy